# Bölcsős
Bölcsős (1899-ig Kolibábócz, szlovákul: Kolibabovce) község Szlovákiában, a Kassai kerület Szobránci járásában.

## Fekvése
Szobránctól 7 km-re, délkeletre fekszik.

## Története
A 18. század végén, 1799-ben Vályi András így ír róla: „KOLIBABOCZ. Elegyes falu Ungvár Várm. földes Ura Sztárai Uraság, lakosai katolikusok, fekszik Tibének szomszédságában, mellynek filiája, határja közép termékenységű, réttye, legelője meg lehetős.”
Fényes Elek 1851-ben kiadott geográfiai szótárában így ír a faluról: „Kolibabócz, Ungh vmegyében, orosz falu, Ungvárhoz északra 2 órányira: 9 római, 150 gör. kath., 20 zsidó lak. Erdő. F. u. gr. Sztáray, Viczmándy.”
A trianoni diktátumig Ung vármegye Szobránci járásához tartozott, majd az újonnan létrehozott csehszlovák államhoz csatolták. 1938 és 1945 között ismét Magyarország része.

## Népessége
| Év:            | 1994. | 2004.    | 2014.   | 2024.   |
| -------------- | ----- | -------- | ------- | ------- |
| Emberek száma: | 165   | 189      | 193     | 199     |
| Eltérés:       |       | +14,54 % | +2,11 % | +3,10 % |

| Év:            | 2023. | 2024.   |
| -------------- | ----- | ------- |
| Emberek száma: | 201   | 199     |
| Eltérés:       |       | -0,99 % |

1910-ben 229, túlnyomórészt szlovák anyanyelvű lakosa volt.
2005-ben 178 lakosa volt.
2011-ben 187 lakosából 133 szlovák és 42 cigány volt.